# 24303 Майклрайс
24303 Майклрайс (24303 Michaelrice) — астероїд головного поясу, відкритий 16 грудня 1999 року.
Тіссеранів параметр щодо Юпітера — 3,568.